# Єрт
Єрт (рос. Ерт) — село у Гірському улусі Республіки Сахи Російської Федерації.
Населення становить 530  осіб. Належить до муніципального утворення Шологонський наслег.

## Історія
Згідно із законом від 30 листопада 2004 року органом місцевого самоврядування є Шологонський наслег.

## Населення
| 2002 | 2010 | 2012 | 2013 | 2014 | 2015 | 2016 |
| ---- | ---- | ---- | ---- | ---- | ---- | ---- |
| 596  | ↘544 | ↘540 | ↘528 | ↘515 | ↗521 | ↗525 |
| 2017 | 2018 |      |      |      |      |      |
| ↘524 | ↗530 |      |      |      |      |      |